# Alexandre Pétion
Pour les articles homonymes, voir Pétion.
Alexandre Sabès, dit Alexandre Pétion, né le 2 avril 1770 à Port-au-Prince où il est mort le 29 mars 1818, est un militaire et dirigeant haïtien, ayant combattu pendant la révolution haïtienne (1791-1804), sous les ordres du général André Rigaud. Avec Louverture, Dessalines et Christophe, il est reconnu comme l'un des « pères fondateurs » d'Haïti et en a été le premier président de la République, à partir de 1807, avant de se faire proclamer altesse sérénissime et président à vie par le Sénat.
Fils d'un riche colon français et d'une mulâtresse, il est envoyé en France en 1788 pour étudier à l'Académie militaire à Paris. Pendant la guerre d'indépendance, il rejoint le parti « mulâtre » du général Rigaud, contre le général Toussaint Louverture et participe ainsi à la guerre des Couteaux. Vaincu, il s'exile et rejoint les Français. Pendant l'expédition de Saint-Domingue, il revient à Haïti et combat aux côtés des Français contre Louverture. Après la défaite des Français, il rejoint les indépendantistes, se rallie au gouverneur général, Jean-Jacques Dessalines, qui proclame l'indépendance d'Haïti en 1804, avant de devenir empereur sous le nom de Jacques Ier et d'établir une monarchie élective. Sous l'Empire, il est un proche de l'empereur et l'un de ses principaux collaborateurs, ainsi que membre du conseil d’État. En 1806, il est à l’origine d’un complot contre ce dernier et qui aboutit avec la mort de Dessalines. Avec le général Henri Christophe, Pétion se dispute la succession de l'Empire ce qui conduit à la division du pays en deux. Dans le Nord, Christophe maintient un régime autoritaire dans lequel il est président à vie puis roi sous le nom d'Henri Ier, tandis que Pétion fait adopter une nouvelle constitution à Port-au-Prince et proclame la république dans le Sud. La rivalité entre les deux hommes entraîne très vite une division du pays et Pétion est élu officiellement président de la République en 1807.
Réélu à deux reprises, il décide, après 1815, de reconstituer le Sénat, qu'il avait écarté à la faveur des crises. En échange, le Sénat vote l’attribution de pouvoirs exceptionnels au président, avant de changer la constitution, le 6 février 1816. L'Assemblée de révision est réunie et approuve le nouveau texte constitutionnel du 2 juin 1816 qui s’inspire de l’ancienne constitution impériale de 1805 avec une monarchie élective, faisant de Pétion, à son tour, un président à vie avec le prédicat d’altesse sérénissime et le titre de chef suprême des armées, ainsi que le droit de désigner son successeur. À sa mort, en 1818, son « dauphin » désigné, le général Jean-Pierre Boyer, est proclamé président à vie par le Sénat.

## Origines et famille
Pétion naquit sous le nom de « Anne Alexandre Sabès » à Port-au-Prince en avril 1770. Il est le fils de Pascal Sabès, un riche propriétaire français et d'Ursula, une femme mulâtre libre, ce qui fit de Pétion un quarteron (un quart d'ascendance africaine). Comme d'autres gens de couleur libres (personnes libres de couleur) avec les pères riches, Pétion a été envoyé en France en 1788 pour être instruit et étudie à l'Académie militaire de Paris.
À Saint-Domingue, comme dans d'autres colonies françaises comme la Louisiane, les peuples de couleur libres constituaient une troisième caste entre les blancs et les noirs africains. Bien que limités dans leurs droits politiques, beaucoup ont reçu du capital social de leurs pères et sont devenus de riches propriétaires terriens, indignés par les petits blancs, qui étaient pour la plupart de petits commerçants. Après la Révolution française de 1789, les gens de couleur ont mené une rébellion pour obtenir le droit de vote et les droits politiques qui, selon eux, leur étaient dus en tant que citoyens français. À cette époque, la plupart des personnes de couleur libres ne soutenaient pas la liberté ou les droits politiques des Noirs africains asservis et des Noirs libres.

## Parcours militaire

### Les débuts de la lutte

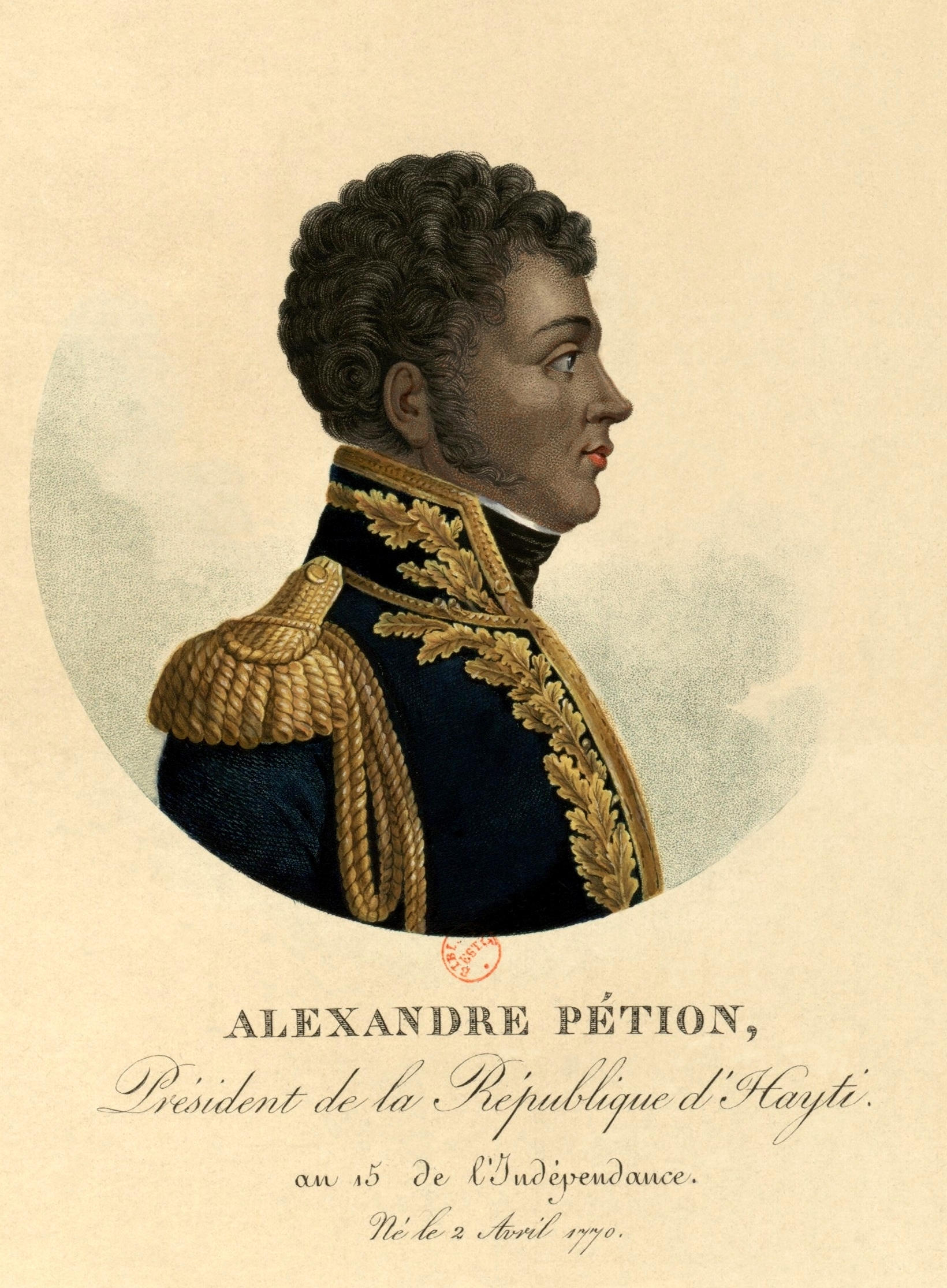
Le général Alexandre Pétion.

De retour dans son île natale, Pétion participe à la campagne d'expulsion des Britanniques (1798-1799). Il prend le parti d'André Rigaud, chef des gens de couleur libres, contre Toussaint Louverture pendant la guerre des Couteaux, qui commence en juin 1799. Dès novembre, la faction mulâtre se trouve coincée au port stratégiquement important de Jacmel, sur la côte méridionale. C'est Pétion qui prend la tête de la défense ; Jean-Jacques Dessalines dirige l'assaut. La chute de Jacmel, mars 1800, termine en effet la révolte et Pétion et d'autres dirigeants de couleur s'exilent en France.
En février 1802, le général Charles Leclerc, beau-frère de Napoléon Bonaparte, arrive avec des dizaines de navires de guerre et 82 000 soldats français pour mieux contrôler Saint-Domingue. Les mulâtres, comme Pétion, Boyer et Rigaud revinrent avec lui dans l'espoir d'assurer le pouvoir dans la colonie.

### De la guerre à l'indépendance

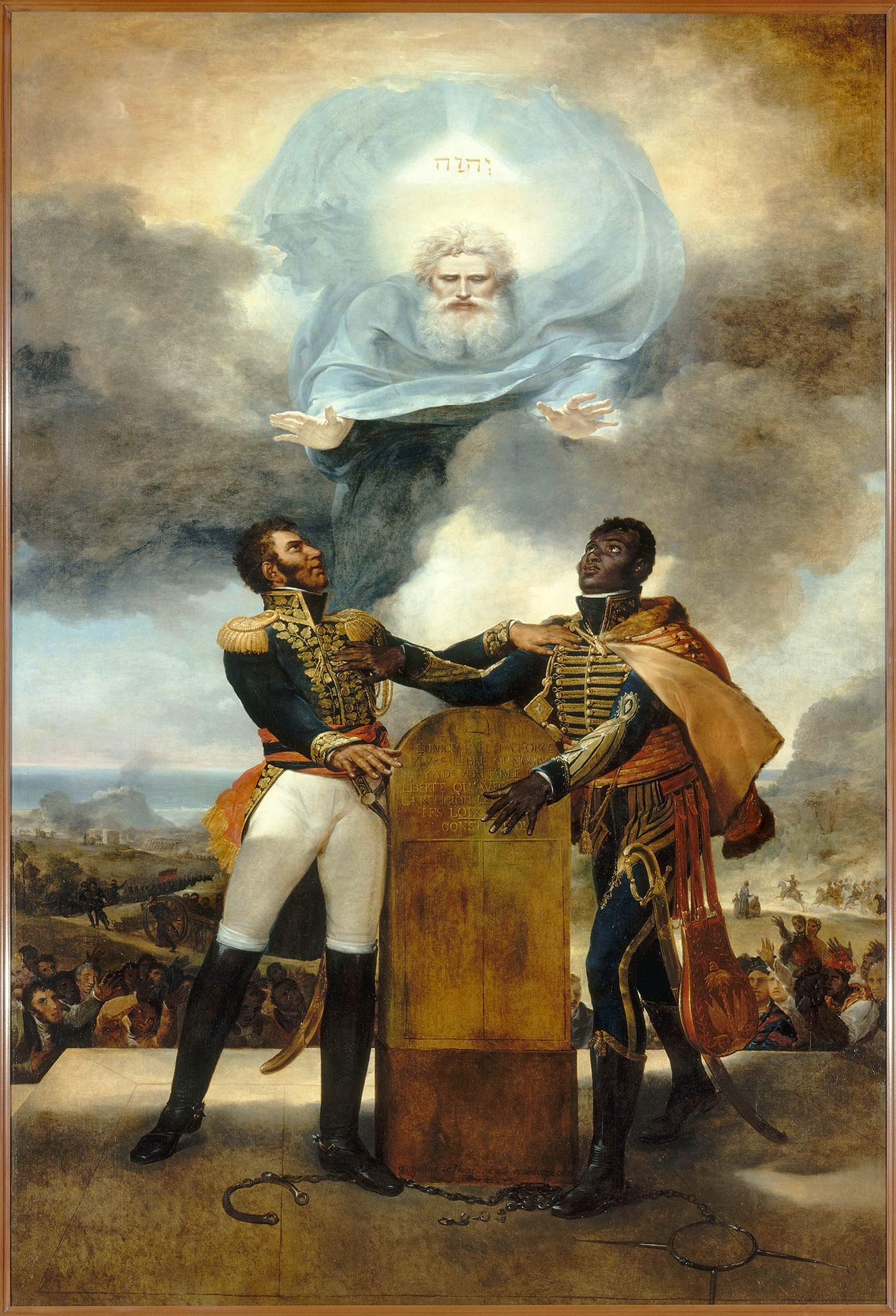
Pétion et Dessalines lors du serment dit « serment des ancêtres ».

Après la déportation française de Louverture et la reprise de la lutte, Pétion rejoint la force nationaliste en octobre 1802. Cela fait suite à une conférence secrète à l'Arcahaie, où Pétion se rallie aux forces rebelles de Dessalines, celui qui avait capturé Jacmel. Les rebelles ont pris la capitale de Port-au-Prince le 17 octobre 1803.
La force expéditionnaire est écrasée le 18 novembre 1803 lors de la bataille de Vertières, et Haïti devient un État indépendant le 1er janvier 1804. Dessalines est proclamé gouverneur général du nouvel État puis empereur le 6 octobre 1804 sous le nom de Jacques Ier.

## Président de la République

### Mort de Dessalines
Pétion est parmi ceux qui prônent l'assassinat de l'empereur en octobre 1806, et par la suite il revendique la démocratie libérale contre le régime imposé par le général Henri Christophe. Après la mort de Dessalines, Pétion dirige un groupe luttant pour des réformes démocratiques et est ainsi entré ouvertement en conflit avec Christophe, qui a succédé à Dessalines en tant que commandant militaire et généralissime des forces armées. Christophe a refusé le poste de président démocrate qui lui avait été proposé comme solution de compromis. Haïti est alors à nouveau divisé en deux camps et le vieux conflit entre Noirs et mulâtres ressuscite. Les combats qui ont éclaté n'ont pas abouti à une décision stable, de sorte qu'un accord de paix a finalement été conclu en 1810, dans lequel Haïti a été divisé en deux parties. Alors que Christophe se proclame roi sous le nom d'Henri Ier et à ce titre la partie nord d'Haïti, Pétion installe quant à lui, son gouvernement provisoire dans le Sud et proclame la République.

### Réalisations politiques

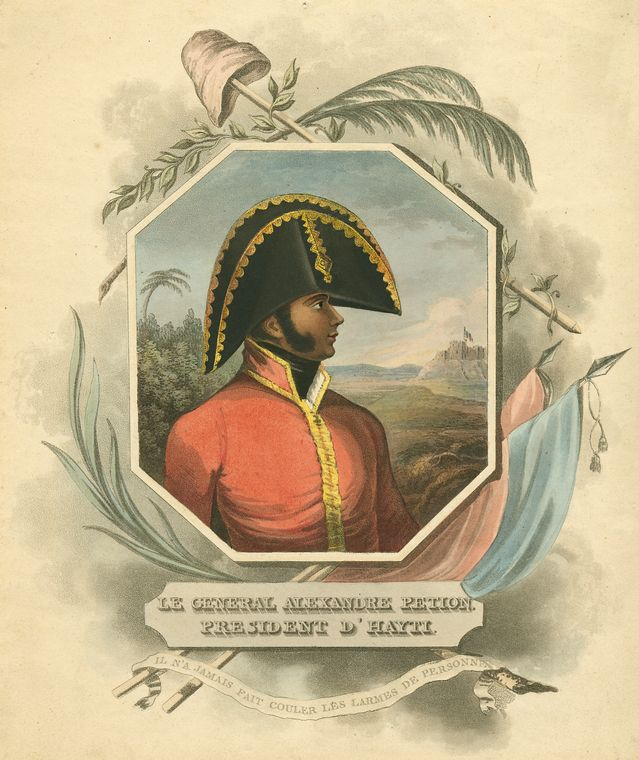
Iconographie du président Pétion.

Le Sénat, qui ne reconnaît plus Christophe comme président, élit Pétion à sa place en 1807 comme président de la République. Une guerre dérisoire se poursuit alors jusqu'en 1810 — Christophe contrôle le nord (fief traditionnel des factions noires radicales) tandis que Pétion dirige le sud (où les gens de couleurs sont enracinés).
Reconnaissant l'aspiration des paysans (anciens esclaves) à être propriétaires, sous sa présidence Pétion saisit les plantations en les faisant partager entre ses partisans et le peuple. Cette action lui vaut jusqu'aujourd'hui les louanges des pauvres comme Papa Bon-Kè (Papa Bon-Cœur). Cependant, l'économie haïtienne, fondée sur l'exportation du sucre et du café, est en train de se reconvertir à l'autarcie et à l'agriculture de la subsistance. Sous son mandat, il établit également le lycée Alexandre-Pétion à Port-au-Prince.
En 1815, il donne asile à Simón Bolívar (chassé pour le moment du Venezuela) et lui donne les moyens pour reprendre sa campagne de libération mais impose que Bolívar fasse émanciper les esclaves de toutes les terres qu'il libère du joug espagnol.

## La révision de 1816 et le pouvoir à vie

### Révision constitutionnelle
En principe partisan de la démocratie constitutionnelle, Pétion supporte de moins en moins les contraintes imposées par la Constitution et les représentants du Parlement. Ainsi, en 1816, il établit une nouvelle constitution, basée sur la Constitution impériale de 1805, qui transforme le mandat présidentiel en mandat à vie rétablissant la monarchie élective de Dessalines et faisant de Pétion le nouveau chef suprême de l’État en tant que président à vie d'Haïti et altesse sérénissime. Le Sénat, qui a adopté et ratifié la nouvelle constitution de 1816, perd de ses prérogatives au profit de Pétion, qui centralise presque tous les pouvoirs autour de son autorité. La constitution lui attribue également le droit de nommer son successeur. En 1818, avant sa mort, il suspend la législature.

### Hostilités avec le Nord

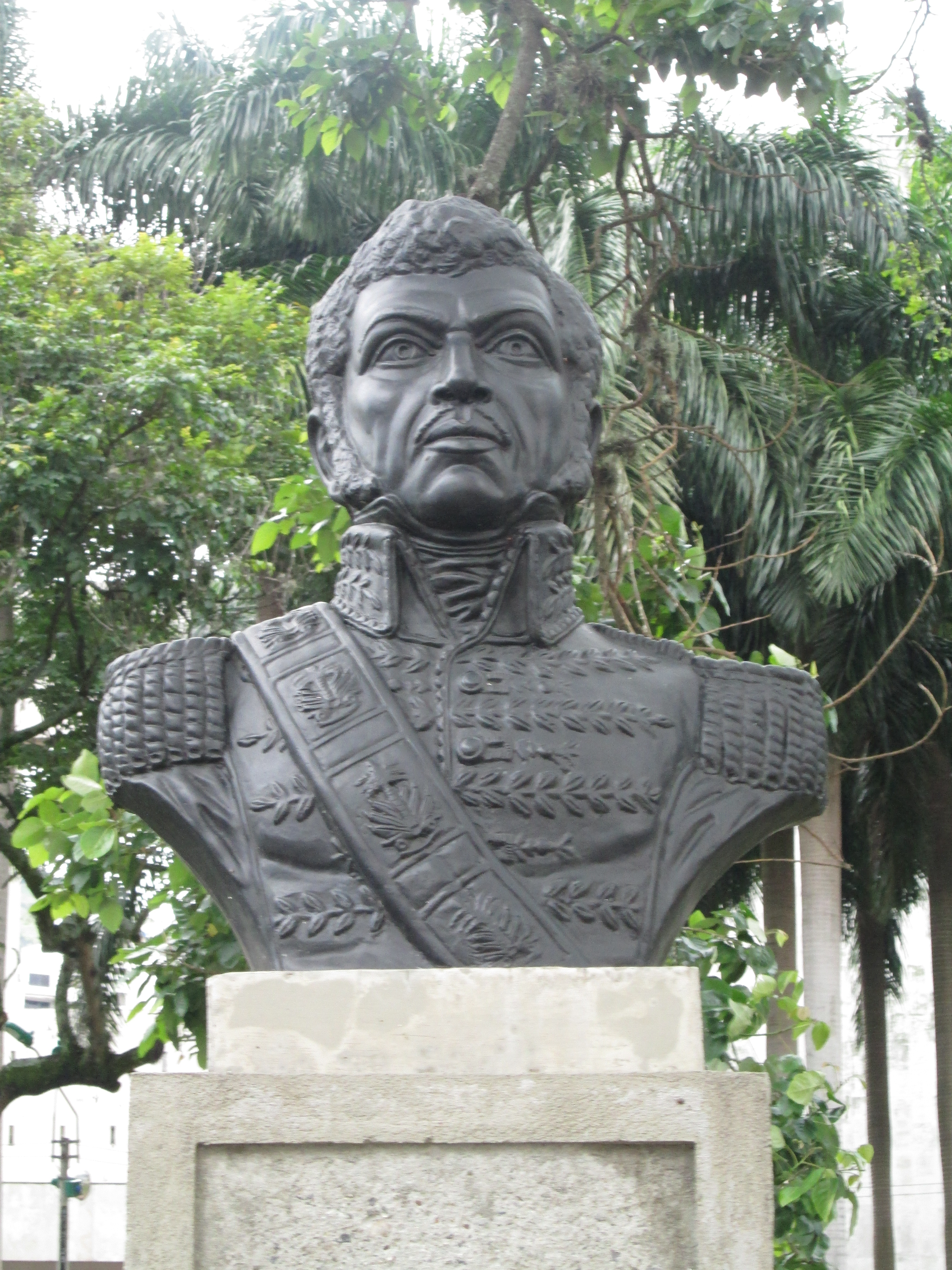
Buste en hommage à Alexandre Pétion.

Dès la division d'Haïti en 1807, des tensions sont apparues entre les Haïtiens nordistes et sudistes. Cela provoque une véritable guerre civile. La tension avec les sudistes s'intensifie encore avec l'instauration du royaume du Nord par Christophe qui devient Henri Ier. De 1807 jusqu'en 1820, aucune des deux armées ne parvient à franchir la frontière séparant les deux régimes.

### Mort et postérité
Pétion meurt de la fièvre jaune en 1818. Avant sa mort, il réaffirme son intention de voir celui qu’il considère comme son « dauphin », le général  Jean Pierre Boyer, lui succéder comme président à vie. Après la mort de Pétion, Boyer est officiellement reconnu et proclamé chef suprême de l’État haïtien du Sud. Deux ans plus-tard, la révolution nordiste renverse le régime de Christophe, et Boyer réunifie le Nord avec le Sud avant de conquérir le reste de l'île Hispaniola.
En 1926 fut inauguré le mausolée à la gloire d'Alexandre Pétion et Jean-Jacques Dessalines attenant au Palais présidentiel. La ville de Pétion-Ville en Haïti, fut baptisée en son honneur. Le lycée Alexandre-Pétion, le plus ancien de la capitale, fondé par lui en 1816, porte aussi son nom. Le Fort Alexandre construit au début du XIXe siècle, pour défendre Port-au-Prince fut baptisé en son honneur. Les places et avenue Pétion-Bolívar furent nommées en hommage à Pétion et à Simón Bolívar.
Le billet de 500 gourdes ainsi que la pièce de 5 gourdes portent son effigie.